# Ali Sorena
Ali Khodami (né le 16 avril 1990), mieux connu sous son nom de scène Sorena, est un rappeur iranien,,. Dans sa musique, Sorena explore des problèmes sociaux et politiques, avec un accent particulier sur le rôle des femmes dans la société,,,,,,,,.

## Biographie
Sorena aborde des thèmes politiques de diverses manières à travers sa musique, mais son silence initial au début du mouvement Femme, vie, liberté suscite la controverse. Cependant, il a ensuite exprimé son soutien au mouvement sur les réseaux sociaux,. Ali Sorena est connu sous le nom de « L'homme solitaire » car il réalise la plupart de ses œuvres en solo et les publie sous forme d'albums complets. Des exemples notables incluent Negar et Goosfand,. Comme de nombreux autres artistes underground en Iran, Sorena travaille indépendamment du gouvernement, faisant face à de nombreux défis pour publier ses œuvres. En réponse à la 14e élection présidentielle, Sorena déclare l'élection illégitime, écrivant ce qui suit sur son compte Twitter : « Je dis non à cette élection frauduleuse et décadente, tout comme je dis « non » à toutes les autres formes d'oppression. ».

## Discographie

### Albums studio
- 2012 : Mard Tanha
- 2014 : Avar
- 2016 : Negar
- 2017 : Kavir
- 2018 : Gavazn
- 2024 : Khoone Khorshid

### Singles
Les singles publiés par Sorena sont divisés en deux catégories :  
- Les chansons sorties avant l'album "Homme Seul," qui appartiennent à la période non professionnelle et ont été enregistrées dans un studio maison. La composition de ces chansons a été réalisée par Sorena lui-même et inclut : « Jorm (Crime) », « Vatan (Patrie) », « Payan-Nameh (Thèse) », « Khis Shodi (Tu es Mouillé) », « Amadeh Bash (Sois Prêt) », « Tasviri Az Dard-e-Man (Une Image de ma Douleur) » et « Mohreh Bargasht (Le Pièce Retournée) ».
- Les chansons sorties officiellement après l'album "Homme Seul," disponibles sur des plateformes telles que SoundCloud, Spotify, et d'autres. Ces singles incluent : « Mehran », « Booseh Yahuda (Le Baiser de Judas) », « Nagmeh (Mélodie) », « Nafas (Souffle) » et « Akharin Vasvaseh (La Dernière Tentation) ». Les autres chansons sont considérées comme des démos de faible qualité, des morceaux supprimés des albums ou des versions d'entraînement qui ont été publiées sans autorisation par certains individus.

| #  | Nom de la Chanson                               | Chanteur   | Durée |
| -- | ----------------------------------------------- | ---------- | ----- |
| 1  | Akharin Vasvaseh (La Dernière Tentation)        | Ali Sorena | 8:15  |
| 2  | Booseh Yahuda (Le Baiser de Judas)              | Ali Sorena | 6:10  |
| 3  | Mehran                                          | Ali Sorena | 3:50  |
| 4  | Nagmeh (Mélodie)                                | Ali Sorena | 3:47  |
| 5  | Nafas (Souffle)                                 | Ali Sorena | 3:42  |
| 6  | Amadeh Bash (Sois Prêt)                         | Ali Sorena | 3:58  |
| 7  | Payan-Nameh (Thèse)                             | Ali Sorena | 4:18  |
| 8  | Khis Shodi (Tu es Mouillé)                      | Ali Sorena | 3:38  |
| 9  | Jorm (Crime)                                    | Ali Sorena | 3:27  |
| 10 | Mohreh Bargasht (Le Pièce Retournée)            | Ali Sorena | 3:16  |
| 11 | Tasviri Az Dard-e-Man (Une Image de ma Douleur) | Ali Sorena | 4:00  |
| 12 | Vatan (Patrie)                                  | Ali Sorena | 2:49  |